# Юкадзе
Юкадзе (Yukaze, яп. 夕風) — ескадрений міноносець Імперського флоту Японії, який взяв участь у бойових діях Другої світової війни.
Корабель, який став дванадцятим (за датою закладання) серед есмінців типу «Мінекадзе», спорудили у 1921 році на корабельні компанії Mitsubishi в Нагасакі.
На момент вступу Японії до Другої світової війни Юкадзе був підпорядкований 3-й дивізії авіаносців та мав забезпечувати ескорт легкого авіаносця «Хошо» — першого японського авіаносця спеціальної побудови. 7 грудня 1941-го зі Внутрішнього Японського моря до островів Оґасавара вийшло велике з'єднання лінкорів, яке мало в разі потреби надати допомогу ударному авіаносному з'єднанню («Кідо Бутай») при поверненні останнього після удару по Перл-Гарбору. «Хошо» разом з Юкадзе супроводжував це угруповання, яке 13 грудня повернулось до Куре, оскільки «Кідо Бутай» ніхто не переслідував.
Втім, залучати «Хошо» для повноцінної участі в бойових діях японське командування не наважилось, хоча цей авіаносець і провів чотири перших місяці війни в районі Палау (база на заході Каролінських островів, з якої провадилась підтримка наступу на південь Філіппін та схід Індонезії). Далі «Хошо» відправили до Японії для виконання навчальних завдань. Під час Мідвейської операції корабель все-таки залучили, проте не у складі ударної групи, а для ведення розвідки в інтересах загону лінкорів. Після цього «Хошо» остаточно повернувся до Японії, використовувався як навчальний корабель та навіть зміг пережити війну. Як наслідок, майже усю війну Юкадзе провів разом з «Хошо» у водах Японського архіпелагу.
Після капітуляції Японії Юкадзе використовували як корабель для репатріації японських громадян на батьківщину, а в серпні 1947-го передали Великій Британії. Надалі Юкадзе був пущений на злам у Сінгапурі.